# Multiplex (route)
Pour les articles homonymes, voir Multiplex.

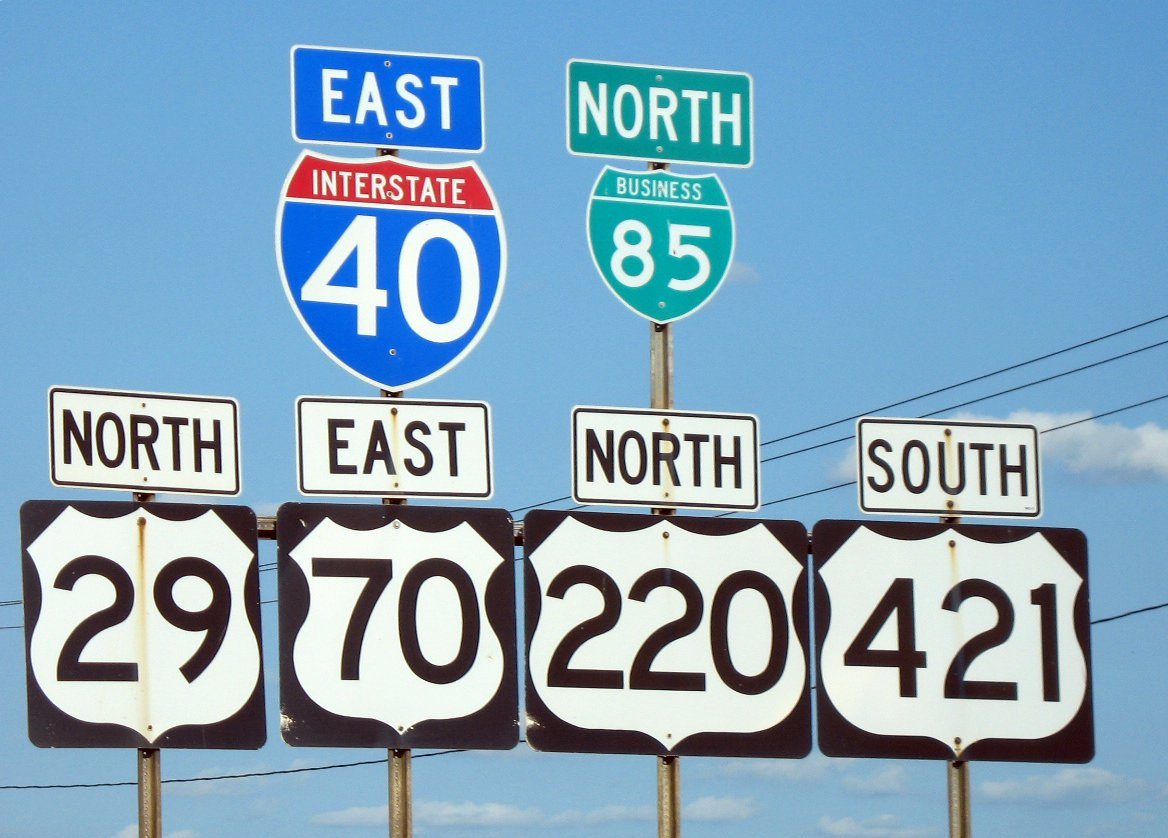
Un exemple extrême de multiplex où six routes distinctes empruntent un même axe routier. Celui-ci étant situé à Greensboro en Caroline du Nord.

Un multiplex, dans le domaine routier, est un concept où une route physique porte au moins deux numéros de route. Lorsque deux chaussées partagent la même emprise, il est parfois fait mention de section commune. D'autres appellations pour le multiplex sont la concurrence, le chevauchement, la simultanéité, le duplex (deux routes concurrentes) ou encore le triplex (trois routes concurrentes). L'appellation « multiplex », quant à elle, définit un nombre indéfini de routes concurrentes.
La numérotation concurrente peut être très courante dans les juridictions qui le permettent. Lorsque plusieurs routes (au sens d'itinéraire) doivent passer dans un col de montagne, sur un pont ou à travers une grande ville, il est souvent économiquement et pratiquement avantageux qu'elles soient toutes aménagées sur une même chaussée physique. Dans certaines juridictions, cependant, la numérotation concurrente est évitée en affichant un seul numéro de route sur les panneaux routiers ; ces routes disparaissent au début de la concurrence et réapparaissent lorsqu'elle se termine. Cependant, tout itinéraire non identifié dans la concurrence demeurera habituellement identifié malgré cela dans les cartes routières et documents officiels des autorités routières.

## Aperçu
La plupart des concurrences (ou multiplex) sont constituées d'une combinaison d'au moins deux numéros d'itinéraire sur une même route physique. Lorsqu'un réseau routier a été construit, il a souvent été considéré plus pratique et économique de concevoir le réseau ainsi. Il peut être préférable que deux numéros d'itinéraire soient combinés en un seul le long des rivières ou à travers les vallées montagneuses. Certaines juridictions permettent les concurrences dans leur réseau routier, alors que d'autres ne le permettent pas spécifiquement ou n'en comptent plutôt aucune dans leur réseau. Il est d'usage que dans les juridictions où la concurrence est permise, leur  fréquence devient courante.

Un exemple de ceci est la concurrence des Interstate 70 (I-70) et I-76 sur le Pennsylvania Turnpike dans l'ouest de la Pennsylvanie, aux États-Unis. À Breezewood (East Providence Township), la I-70 rencontre le Pennsylvania Turnpike et emprunte son itinéraire vers l'est, alors que celui-ci porte déjà la désignation de l'I-76. Cette désignation n'est pas sans objectif, elle a pour but de faire continuer l'itinéraire de l'I-70 encore plus à l'est, jusqu'au Maryland, et ce, sans avoir à construire une deuxième autoroute physique alors que la densité de circulation ne le justifie probablement pas. Toujours dans le réseau des Interstate américaines, une triple concurrence se trouve dans le Wisconsin où sur une distance de 8 kilomètres (5 mi), les I-41, I-43 et I-894 se chevauchent à Milwaukee. De surcroît, le multiplex formé par l'I-41 et l'I-43 sur cette section de route est un exemple de concurrence à contresens, où l'I-41 est en direction nord et l'I-43 en direction sud sur la même chaussée et vice-versa.

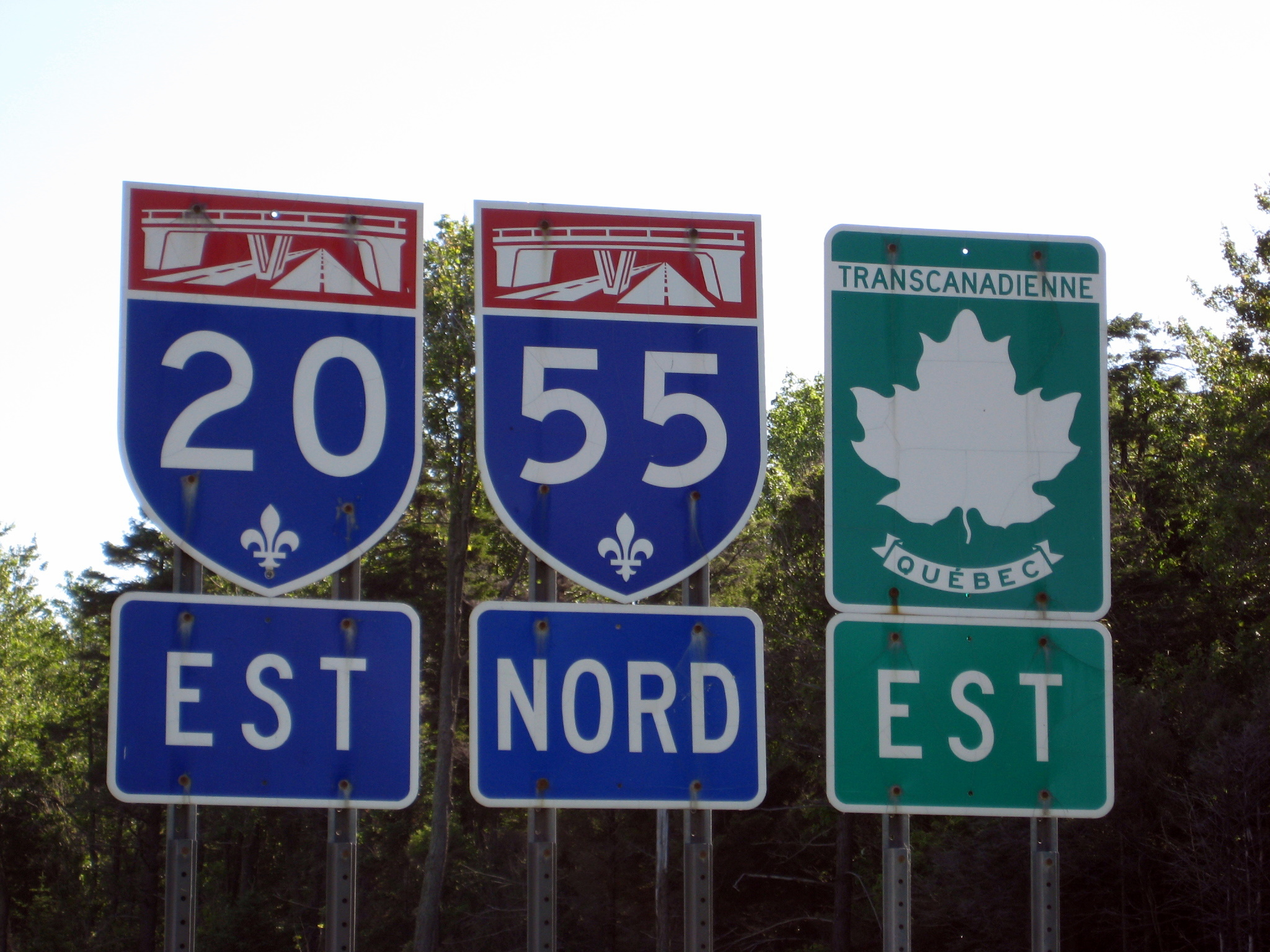
Multiplex des autoroutes 20 et 55, dans le Centre-du-Québec, au Québec.

La plus longue concurrence du réseau américain des Interstate est celle des I-80 et I-90 qui s'étend sur 426 kilomètres (265 mi) à travers l'Indiana et l'Ohio.
Deux multiplex formés de huit routes existent même aux États-Unis, soit l'I-465 autour d'Indianapolis et la Georgia State Route 10 autour du centre-ville d'Athens. Quant à l'I-465, elle partage entre ses sorties 46 et 47 un tronçon de route commun avec l'I-74, la U.S. Route 31 (US 31), la U.S. Route 36, la U.S. Route 40, la U.S. Route 52, la U.S. Route 421, la State Road 37 (SR 37) et la SR 67.

## Exemples régionaux

### Amérique du Nord
Aux États-Unis, les concurrences sont simplement annoncées en plaçant sur le bas-côté des panneaux de signalisation adjacents indiquant les itinéraires sur lesquels l'usager de la route se trouve. Le Manuel fédéral sur les dispositifs de contrôle de la circulation uniformes prescrit que lors du montage de ces panneaux adjacents, les numéros seront disposés verticalement ou horizontalement par ordre de priorité. L'ordre priorise les autoroutes Interstate, les routes U.S., les State Route puis les routes de comté. Dans chaque classe, la route avec la valeur numérique la moins élevée est priorisée.

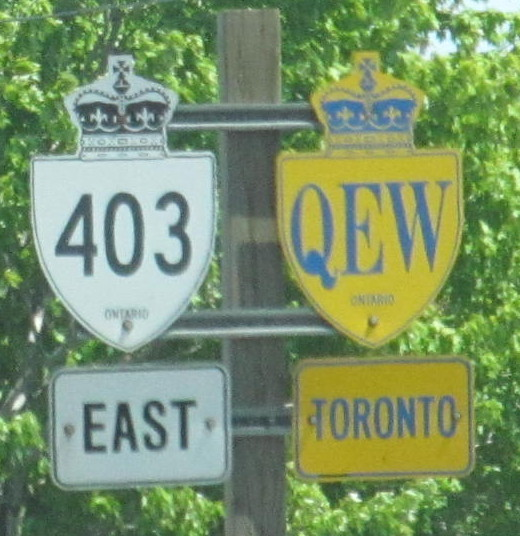
Multiplex formé de la Queen Elizabeth Way et de l'autoroute 403, en Ontario.

Plusieurs États – notamment l'Arkansas – n'ont officiellement aucune concurrence sur leur territoire, les itinéraires débutant et se terminant officiellement à la jonction de l'itinéraire avec lequel ils forment un multiplex. Un exemple particulier de concurrence se produit le long de la frontière entre l'Oklahoma et l'Arkansas. À l'extrémité nord de cette frontière, une même route, située sur la ligne frontalière, porte les désignations Oklahoma State Highway 20 et Arkansas Highway 43, de deux juridictions distinctes.
Des multiplex sont également communs au Canada. La route 5 de la Colombie-Britannique continue vers l'est sur 12 kilomètres (7 mi) concurremment avec les routes 1 et 97, via Kamloops. Ce tronçon de route, identifié comme la route 97 sud et la route 5 nord (et vice versa), constitue par ailleurs la seule concurrence à contresens de Colombie-Britannique. Les concurrences sont également très courantes au Québec. Par exemple, un multiplex est formé entre Montréal et sa banlieue sud via le pont Samuel-De Champlain où trois autoroutes l'empruntent : l'A-10, l'A-15 et l'A-20. Un autre exemple est l'A-55, qui trois fois sur son itinéraire, partage avec l'A-10, l'A-20 et l'A-40 des sections communes.

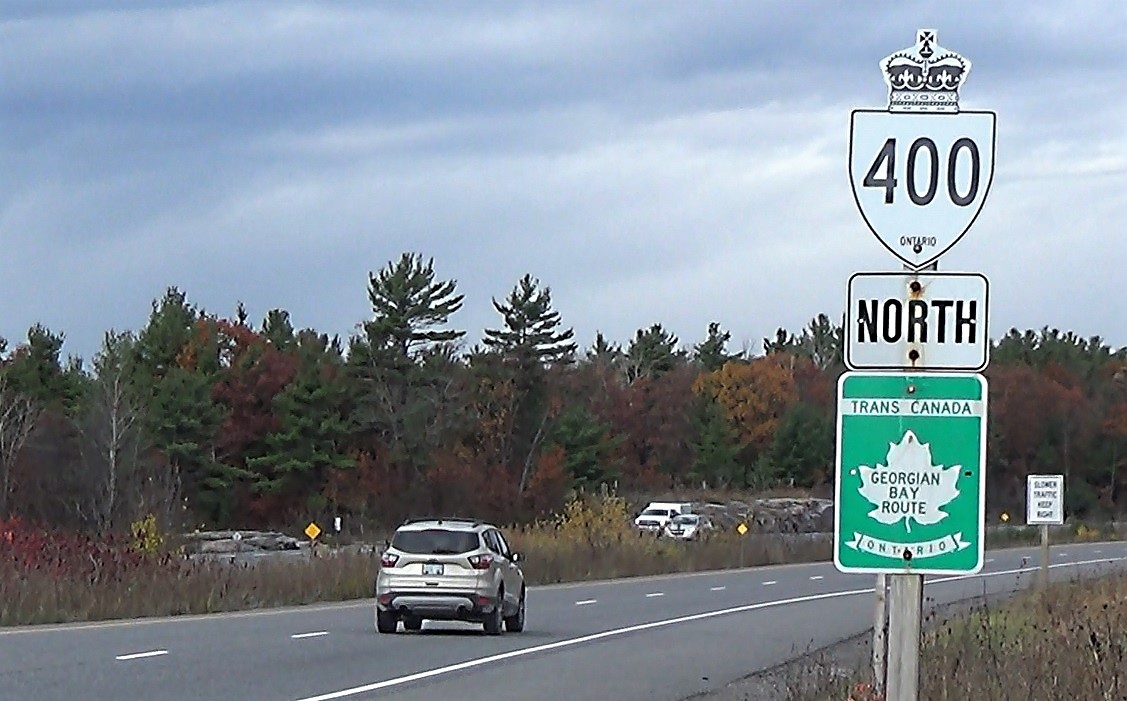
Multiplex de l'autoroute 400 et de la route Transcanadienne, en Ontario.

En Ontario, la Queen Elizabeth Way et l'autoroute 403 occupent simultanément la même route entre Burlington et Oakville, formant la seule concurrence de la province entre deux autoroutes de série 400. La simultanéité ne figurait pas dans le plan routier initial ontarien qui prévoyait que la QEW et l'autoroute 403 soient parallèles l'une à l'autre entre ces deux villes. Vers la fin des années 1990, les tronçons Hamilton–Brantford et Mississauga de l'autoroute 403, toujours inachevée, devaient initialement être reliés par le parachèvement de l'autoroute dans le corridor aujourd'hui occupé par l'autoroute à péage 407. Pour éviter d'obliger les usagers de la route à acquitter les droits de péage pour l'utilisation de l'entièreté de l'autoroute 403, le nouveau lien est désigné comme un prolongement ouest de l'autoroute 407, avec le tronçon Mississauga de l'autoroute 403 qui devait être renuméroté comme autoroute 410. Cette renumérotation n'a cependant jamais lieu et il est donc décidé en 2002 d'attribuer au tronçon de la Queen Elizabeth Way entre Burlington et Oakville, la désignation supplémentaire d'autoroute 403, remédiant ainsi à la discontinuité. Néanmoins, de nombreux panneaux de signalisation aux abords de l'autoroute faisant référence à cette section d'autoroute ne font toujours état que de la QEW, bien que le ministère des Transports de l'Ontario ait mis à jour ses propres panneaux pour refléter la concurrence.
Au niveau national, la route Transcanadienne constitue un axe routier dont la désignation est systématiquement simultanée avec celle que l'administration provinciale a opté pour désigner la route sur son territoire. Alors que les provinces de l'Ouest ont uniformisé la désignation numérique que porte la route Transcanadienne dans leurs propres juridictions, elle ne porte d'ailleurs pas de numérotation uniforme dans les provinces de l'Est. Dans les provinces de l'Atlantique, le principal itinéraire de la route Transcanadienne est concurrent avec une désignation unique par province, à l'exception du changement de désignation qui s'opère entre les routes 104 et 105 en Nouvelle-Écosse. En Ontario et au Québec, la route Transcanadienne suit une série de routes et autoroutes provinciales et comporte également des alignements alternatifs qui suivent d'autres routes avec laquelle elles sont concurrentes. Les panneaux de signalisation de la route Transcanadienne sont habituellement installés à côté du panneau indiquant la numérotation provinciale.

### Europe

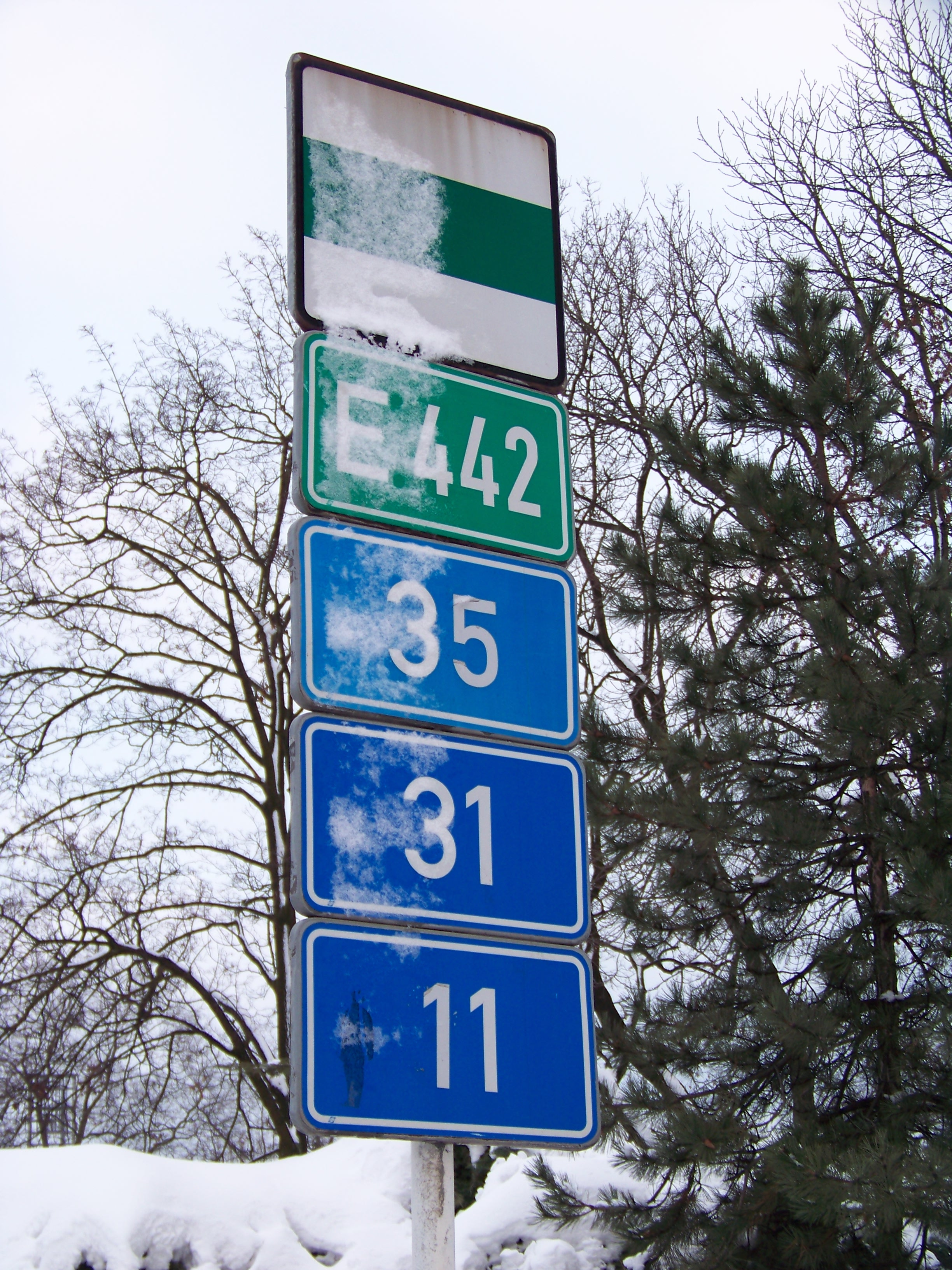
Multiplex du périphérique de la ville, d'une route européenne et de trois routes de première classe à Hradec Králové en République tchèque.

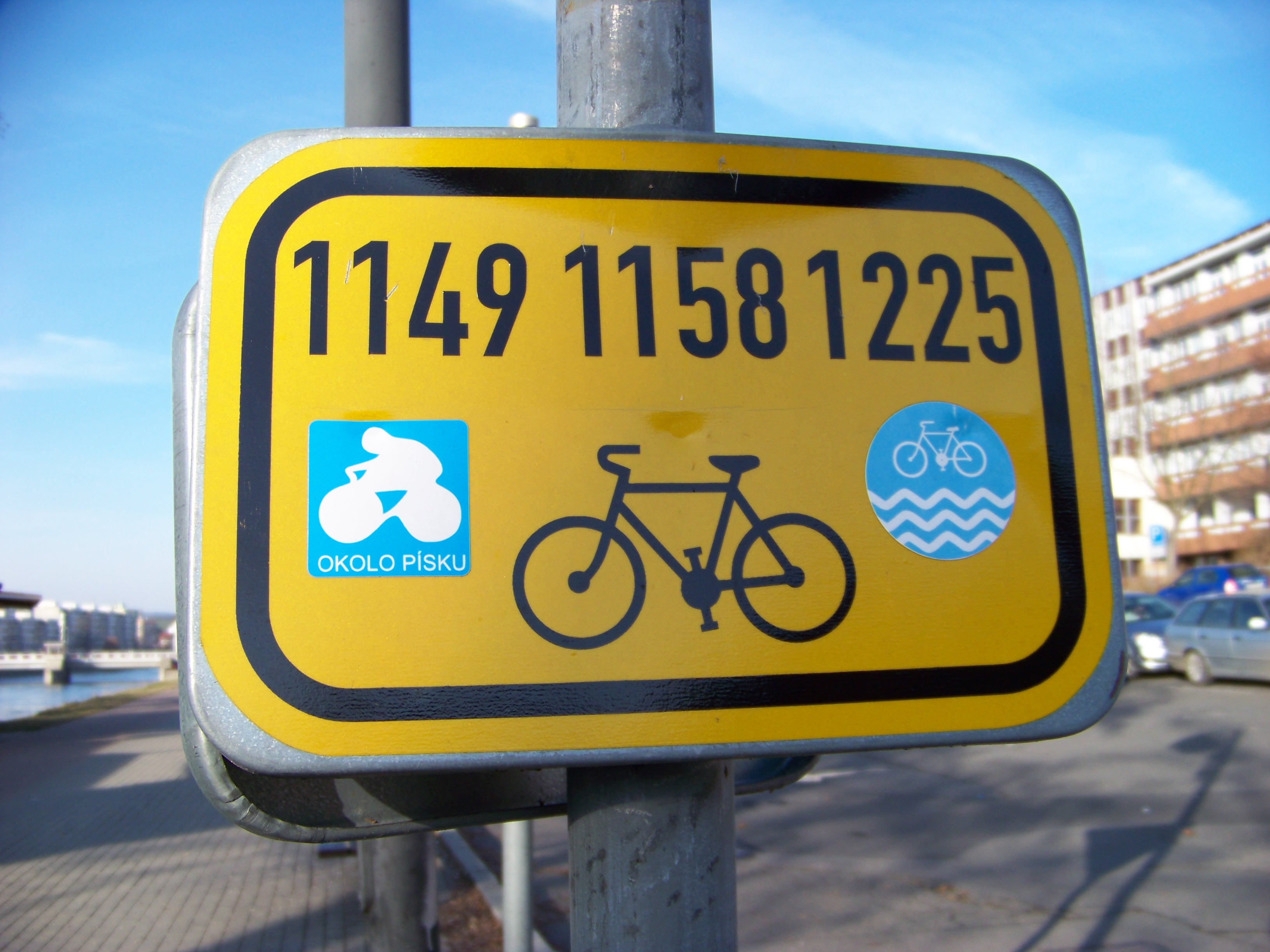
Multiplex de plusieurs pistes cyclables à Písek en République tchèque.

Au Royaume-Uni, les multiplex n'existent pas et le réseau ne compte aucun chevauchement de routes. Là où cela se produirait normalement, la route physique prend le numéro d'un seul des itinéraires (généralement, mais pas toujours, le plus important), tandis que les autres itinéraires sont considérés comme ayant une discontinuité et sont identifiés entre parenthèses, une signalisation ayant pour équivalent aux États-Unis, les indications « To » (vers). Un exemple est la rencontre de la M60 et de la M62 au nord-ouest de Manchester : les autoroutes forment un multiplex sur 11 kilomètres entre les jonctions 12 et 18, mais l'autoroute entre ces points n'est désignée que comme la M60. Les numéros de route européens tels que désignés par la Commission économique pour l'Europe des Nations Unies peuvent cependant comporter des simultanéités (par exemple les E15 et E30 autour du Grand Londres), mais comme les numéros de route européens ne sont pas identifiés ni utilisés au Royaume-Uni, l'existence de ces simultanéités est purement théorique.
En Suède et au Danemark, les routes les plus importantes n'utilisent que les numéros de route européens ayant des directions cardinales. En Suède, les routes européennes E6 et E20 parcourent simultanément 280 kilomètres (174 mi). Au Danemark, les E47 et E55 parcourent simultanément 157 kilomètres (98 mi) et plusieurs autres concurrences plus courtes existent. Il y a deux tronçons en Suède et au Danemark où trois routes européennes fonctionnent simultanément; ce sont E6, E20 et E22 en Suède, et E20, E47 et E55 au Danemark. Le long de toutes ces concurrences, tous les numéros d'itinéraires sont signalés par des panneaux.
En République tchèque, les numéros de route européens ne sont que supplémentaires et sont toujours simultanés avec la numérotation des routes nationales, généralement des autoroutes ou des routes de première classe. Dans le système de numérotation des États, les concurrences n'existent que sur les routes de première et de deuxième classe; les routes de troisième classe n'en ont pas. Le terme local pour de telles concurrences est peáž (du mot « péage »). Dans le registre routier, l'une des routes est considérée comme la route principale (« source ») et les autres comme les routes de péaging (« invitées »). La feuille de route officielle permet un maximum de cinq itinéraires simultanés du système de numérotation intra-étatique. Les itinéraires cyclables et les itinéraires de randonnée sont souvent simultanés.

### Moyen-Orient
En Israël, deux autoroutes, soit l'autoroute Transisraélienne (autoroute 6) et l'autoroute 1 partagent un tronçon juste à l'est de l'échangeur Ben Shemen. Le multiplex est officiellement désigné « Échangeur Daniel », fournissant la moitié des sens d'échange possibles. C'est une section d'une distance de 1,6 kilomètre et composée de huit voies permettant un accès direct entre les deux autoroutes. Accès depuis l'autoroute 1 ouest jusqu'à l'autoroute 6 sud et autoroute 6 nord jusqu'à l'autoroute 1 est est fourni via la route 431, tandis que l'accès entre l'autoroute 1 est jusqu'à l'autoroute 6 nord et autoroute 6 sud jusqu'à l'autoroute 1 ouest sont possibles à l'échangeur Ben Shemen. Les autres changements de direction sont assurés par la concurrence.

## Concurrences à contresens

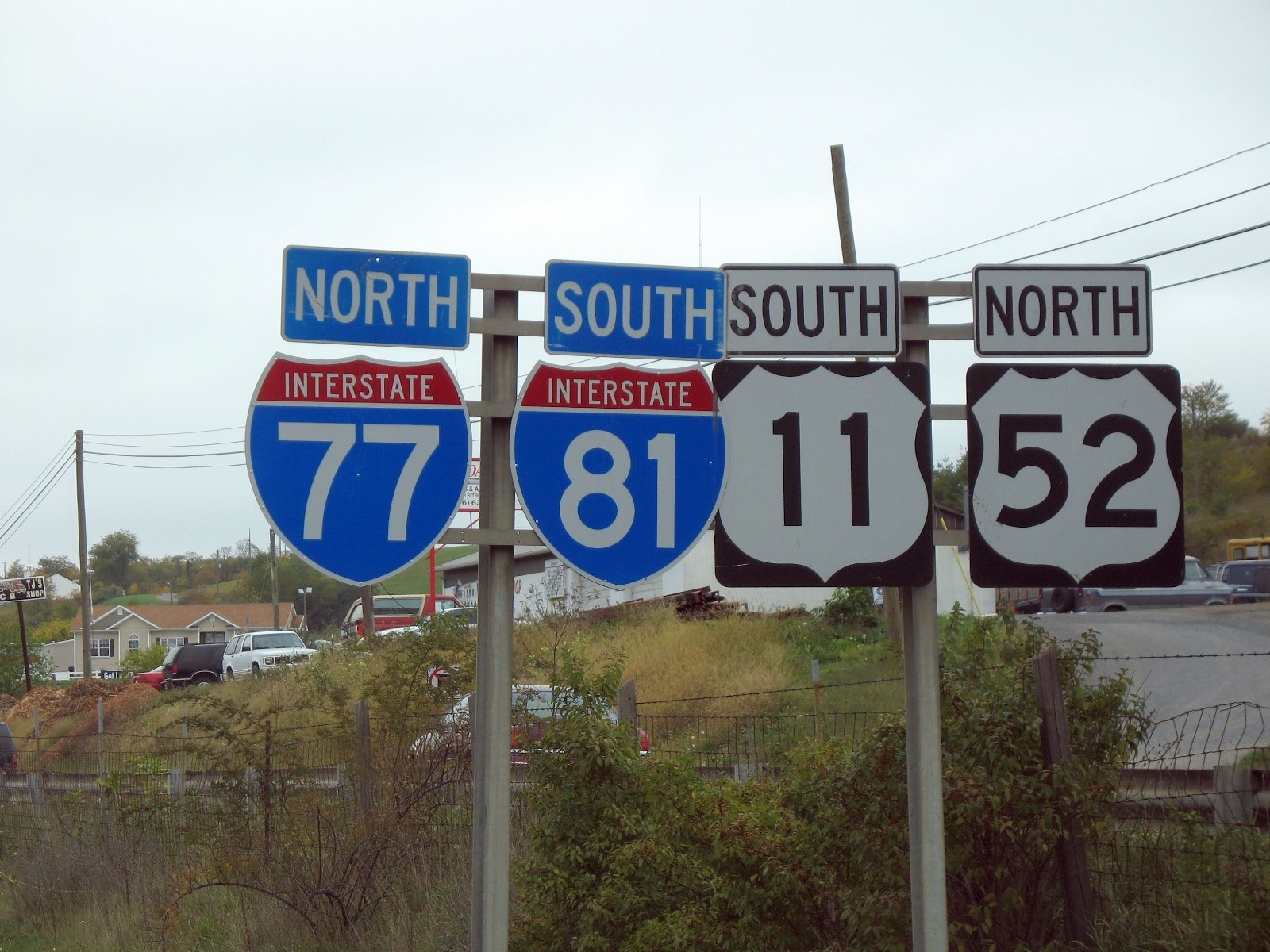
Cette autoroute (réellement orientée vers l'ouest) du sud-ouest de la Virginie comprend les itinéraires de l'I-77 et de l'I-81 dans des directions opposées, mais également celles de l'U.S. 52 et l'U.S. 11.

Vu que les autoroutes aux États-Unis et au Canada sont généralement identifiées avec directions cardinales attribuées en fonction de leur orientation principale, il est possible qu'un tronçon de route partagé entre deux autoroutes soit identifié avec des directions cardinales conflictuelles, voire opposées, ce qui peut être qualifié de « concurrence à contresens ». Par exemple, près de Wytheville, en Virginie, il existe une concurrence entre l'Interstate 77 (s'étendant du nord vers le sud et identifiée telle quelle) et l'Interstate 81 (s'étendant principalement du nord-est vers le sud-ouest, mais identifiée également du nord au sud). En raison de la façon dont elles se croisent, la section d'autoroute où elles se chevauchent comporte une identification des deux routes dans des directions opposées, menant au surnom de la ville de « Which-Way-Ville ». On peut être simultanément sur l'I-77 en direction du nord et l'I-81 en direction du sud, tout en se déplaçant en fait en direction ouest. Un exemple inhabituel de concurrence tridirectionnelle se produit au sud-est de Rhinelander au Wisconsin, où la U.S. Route 8 en direction ouest (la direction réelle de la boussole) converge avec la Wisconsin Highway 17 en direction sud et la Wisconsin Highway 47 en direction nord.

## Effet sur les numéros de sortie

Un exemple de concurrence à contresens à Oklahoma City (en rouge).

Souvent, lorsque deux itinéraires comprenant des numéros de sortie forment un multiplex, la numérotation des sorties pour la partie commune est tirée de seulement l'un des itinéraires. La numérotation de l'autre itinéraire étant « suspendue » jusqu'à la fin de la concurrence. Ceci peut faire en sorte qu'une route ait deux sorties portant le même numéro.
Il existe également des cas où la plage de numéros de sortie de l'itinéraire dominant est bien supérieure au numéro de sortie le plus élevé de la route dont les numéros sont suspendus. Par exemple, la simultanéité de l'I-75 et de l'I-85 à Atlanta, en Géorgie – où l'I-75 est dominante – les numéros de sortie vont de 242 à 251, tandis que le kilomètre le plus élevé de l'I-85 (en tant que route unique) en Géorgie est 179.